# OK Go
OK Go est un groupe de rock américain, originaire de Chicago et Washington DC.
Il est connu pour l'inventivité et l'excentricité de ses clips vidéo, souvent spectaculaires. Aux États-Unis, ce sont les singles Get Over It, A Million Ways et Here It Goes Again qui ont fait leur notoriété.

## Biographie

### Formation et débuts (1998–2000)
OK Go est formé en 1998. Il est alors composé de Damian Kulash (chanteur et guitariste), Tim Nordwind (basse), Andy Duncan (guitare et clavier) et de Dan Konopka (batterie). Damian et Tim sont à l'origine du groupe. En effet ils se sont rencontrés lors d'une colonie de vacances à 11 ans. C'est de cette colonie qu'est venu le nom de OK Go : un de leurs professeurs leur disait souvent « Ok, ok, ok… Go! ». Ensuite ils ont rencontré Andy et Dan au lycée pour former ainsi OK Go[réf. nécessaire]. Le nom du groupe est adopté en 1998. Le groupe fait sa promo en collant des affiches pour ses premiers concerts pendant un an, partageant la scène avec Elliott Smith, [The Promise Ring, The Olivia Tremor Control et Sloan. À la fin 2000, le groupe est invité par l'animateur radio Ira Glass.
Le groupe auto-produit deux EP, Brown EP (2000) et Pink EP (2001), lesquels seront plus tard inclus dans leur premier album en février 2000 enregistré avec le producteur Dave Trumfio, comme démos. Ces démos n'aident pas à conclure un contrat avec un label, mais attirent l'attention de l'agent Frank Riley, qui leur offrira de jouer avec They Might Be Giants, une relation qui mènera OK Go vers d'autres horizons,. Les membres de OK Go partent finalement pour Los Angeles et New York, mais leur âme reste ancrée à Chicago.

### OK Go(2001–2004)
Le groupe reçoit plusieurs offres de labels, et signe finalement avec Capitol Records en avril 2001 pensant que, comme il s'agit de la première signature du nouveau président du label Andy Slater, ils pourraient être plus soutenus.
Le groupe publie son premier album, OK Go, le 17 septembre 2002, après avoir été repoussé par le label. L'album est enregistré aux Capitol Studios de Los Angeles et, malgré le fait qu'il devait contenir les démos originales légèrement modifiées, le groupe finit par tout rééditer et ajoute cinq morceaux dont le premier single Get Over It qui sera par la suite inclus dans les jeux vidéo Triple Play Baseball et Madden NFL 2003. En son soutien, le label envoie des tables de ping pong miniatures aux médias, en référence au clip Get Over It réalisé par Francis Lawrence. En soutien à l'album, le groupe tourne avec divers autres groupes comme the Vines, Phantom Planet, Superdrag, the Donnas, Fountains of Wayne, et Mew,,,, et joue dans plusieurs festivals comme celui de Leeds en 2002 et 2003, et le NoisePop, Reading, Witnness, et T in the Park en 2003,,,,,.
Aux États-Unis, l'album atteint la première place des Billboard Heatseekers Chart et la 107e du Billboard 200,. Au Royaume-Uni, le premier single Get Over It débute 27e, et atteint l'UK singles chart le 16 mars 2003. Le groupe joue aussi au Top of the Pops.

### Oh No(2005–2007)
Leur deuxième album, Oh No, est enregistré à Malmö, en Suède, à la fin 2004, produit par Tore Johansson (the Cardigans, Franz Ferdinand), et mixé par Dave Sardy (Nine Inch Nails, Jet, System of a Down). Après enregistrement, en février 2005, Andy Duncan quitte le groupe à cause de divergences créatives, de pressions exercées par le label, et les dates rigoureuses de tournée,. Duncan est remplacé par Andy Ross, qui a remporté la place devant une trentaine d'autres guitaristes qui ont postulé. Ross se présente aux fans en écrivant un post de blog intitulé The Will to Rock, dans lequel il détaille sa vie sur les routes avec le groupe qui a commencé le 18 février 2005.
L'album est publié en août 2005. Oh No se popularise grâce au premier single, A Million Ways. Le guitariste Andy Ross invente et programme une application appelée a1000000ways.com qui permet aux internautes d'écouter le single et de le partager avec des amis en échange de quoi des liens en téléchargement libre seront disponibles sur iTunes. Le clip de A Million Ways montre le groupe en train de danser assisté par la sœur de Kulash, Trish Sie. En août 2006, la vidéo est la plus téléchargée avec 9 millions. Le groupe danse à l'émission britannique Soccer AM, puis au late show américain Mad TV. La version américaine de l'album comprend 9027 km, un morceau de 35 minutes de la compagne de Damian Kulash en train de dormir, qui n'est pas listé sur la couverture. Des rumeurs de fan prétendront que le nom du morceau vient de la distance entre Los Angeles, en Californie, et Malmö, en Suède, où l'album a été enregistré.
En soutien de Oh No, le groupe tourne intensément, partageant la scène avec notamment Death Cab For Cutie, Panic! at the Disco, Kaiser Chiefs, et Snow Patrol,,,, et jouant quelques shows gratuits comme un Times Square de New York City pendant le réveillon du nouvel an et des festivals comme l'Edinburgh Fringe Festival, le Bennicassim en Espagne, le Formoz Festival à Taïwan, le Summer Sonic au Japon, et l'Incheon Pentaport en Corée du Sud,,,,. Le 7 novembre 2006, après le succès du clip Here It Goes Again, le groupe publie une version deluxe du DVD de l'album. Le DVD comprend un documentaire sur le making-of de l'album, quatre clips de Capitol Records, et un clip sur leur participation au Chic-a-Go-Go, entre autres.

### Of the Blue Colour of the Sky(2008–2011)

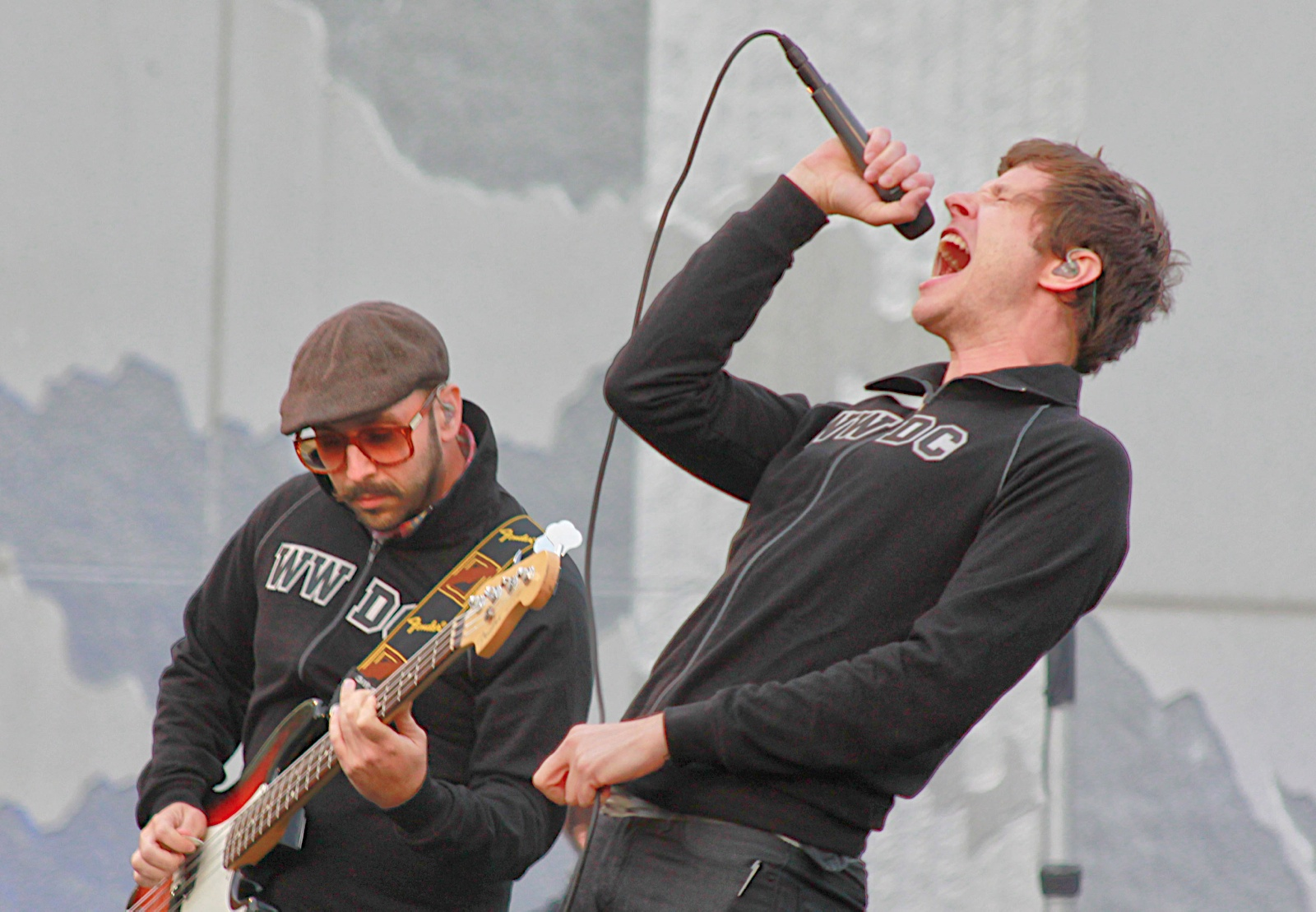
OK Go au WWDC Bash en 2010.

Après avoir visité La Nouvelle-Orléans en 2007, le groupe revient enregistrer l'EP avec le groupe de funk rock local Bonerama et le producteur Mark Nevers afin de récolter des fonds pour les musiciens en détresse à cause de l'ouragan Katrina. L'EP, intitulé You're Not Alone, est publié le jour du Mardi Gras, le 5 février 2008. Le titre reprend une ligne de Rock 'n' Roll Suicide de David Bowie, une reprise qui apparait sur l'EP, aux côtés de I Shall Be Released de Bob Dylan, et de trois morceaux issus de Oh No. L'EP est exclusivement vendu sur iTunes et vendu à $40 000, ce qui aidera à l'achat d'une maison pour le musicien Al « Carnival Time » Johnson au Musicians Village. Johnson,qui a chanté sur I Will Be Released, y emménage en décembre 2008. En soutien à l'EP, OK Go et Bonearama joue deux concerts de charité, un le 11 janvier 2008 au Tipitina's de La Nouvelle-Orléans, et l'autre le 2 février 2008 au 9:30 Club de Washington DC, qui est diffusé en direct par NPR,.
Le 12 octobre 2008, OK Go annonce la fin des enregistrements du troisième album en studio à New York avec le producteur Dave Fridmann (the Flaming Lips, MGMT). Le groupe publie les extraits de son album, Of the Blue Colour of the Sky, pendant quelques dates sur la côte Est, en passant par Philadelphie le 6 mars 2009 au TLA Theatre. Le nom de l'album s'inspire d'un ouvrage pseudo-scientifique d'Augustus Pleasonton datant de 1876 intitulé The Influence of the Blue Ray of the Sunlight and of the Blue Colour of the Sky. Le premier single, WTF?, est publié le 10 novembre. Le 8 janvier 2010, OK Go participe au Tonight Show with Conan O'Brien  et joue la chanson This Too Shall Pass. Of the Blue Colour of the Sky est publié le 12 janvier 2010.
Après la sortie des deux premières vidéos de Of the Blue Colour of the Sky sur YouTube en 2009, le groupe fait face à des plaintes de fans qui ne voyaient les vidéos que sur le site web. En réponse, Kulash poste une longue lettre ouverte expliquant les règles de leur label. La lettre elle-même devient virale après avoir été recopiée sur Gizmodo. Le 9 mars 2010, le groupe publie une vidéo sur YouTube, OK Go Announces new label dans laquelle Kulash annonce la création de Paracadute. Le 10 mars 2010, tle groupe annonce avoir coupé les ponts avec EMI et Capitol et formé le label indépendant Paracadute. La séparation devient officielle le 1er avril 2010. Paracadute assume ensuite la direction de l'album Of the Blue Colour of the Sky. Cette nuit, OK Go joue un single de son nouveau label au Late Night with Jimmy Kimmel. La première sortie du label Paracadute Recordings s'intitule 180/365, un album live enregistré à plusieurs concerts en 2010, mixé par le producteur David Fridmann, et publié le 21 juin 2011. Un stream de l'album se fait sur le site web Mashable avant sa date de sortie officielle.
En juillet 2012, le groupe se lance en partenariat avec Humble Bundle pour la sortie d'une collection payante à volonté intitulée Twelve Remixes Of Four Songs, avec des titres de MC Frontalot, They Might Be Giants, Christopher Tin, Hitoshi Sakimoto, et Jonathan Coulton.

### Hungry Ghosts(depuis 2012)
En décembre 2012, OK Go publie une collection de morceaux rares, de faces B et de reprises, Twelve Days of OK Go. Elle est publiée sur le site web du groupe et comprend des reprises des Beatles, They Might Be Giants, the Kinks, Adam and the Ants, et Pixies. Après Twelve Days of OK Go, en janvier 2013, le groupe annonce Twelve Months of OK Go, une forme de collection plus longue de raretés, faces-B, etc.. Elle comprend des reprises des Breeders, Specials, et Nelly. En mars 2013, OK Go publie un nouveau single, I'm Not Through, depuis Twelve Months of OK Go, et en partenariat avec l'agence Saatchi and Saatchi pour le Saatchi and Saatchi Music Video Challenge.
Le 6 mai 2014, OK Go annonce la sortie d'un quatrième album, Hungry Ghosts, pour octobre 2014. L'album est disponible en pré-commande sur PledgeMusic. Le premier single, The Writing's on the Wall, est publié le 17 juin 2014. Le 21 novembre 2015, Damian Kulash publie une chanson sur Soundcloud, intitulée Bataclan. Elle rend hommage à toutes les personnes décédées à la suite des attentats du 13 novembre à Paris mais aussi à toutes les personnes qui meurent chaque jour à cause de la guerre dans le monde. Cette chanson est un message d'espoir pour la paix dans le monde.
Le clip de Upside Down and Inside Out, est publié le 11 février 2016, où le groupe fait une chorégraphie en apesanteur dans un S7 Airlines russe,.
Le 24 novembre 2016, OK Go publie le clip The One Moment.

## Membres
- Damian Kulash - chant, guitare
- Tim Nordwind - basse, chant
- Andy Ross - guitare, claviers, chant
- Dan Konopka - batterie

## Discographie

### Singles
- 2002 - Get Over It
- 2003 - Don't Ask Me
- 2005 - A Million Ways
- 2006 - Do What You Want
- 2006 - Oh Lately It's So Quiet
- 2006 - Invincible
- 2006 - Here It Goes Again
- 2010 - This Too Shall Pass
- 2010 - End Love
- 2010 - White Knuckles
- 2011 - The Greatest Song I Ever Heard
- 2011 - All Is Not Lost
- 2012 - Needing/Getting
- 2014 - Upside Out

## Clips
Le clip d'Here It Goes Again, dans lequel les quatre membres du groupe dansent sur des tapis de course à pied, a atteint près de 57 millions de vues sur YouTube.
En 2011, en partenariat avec Google Chrome, le groupe livre un clip participatif pour la chanson All Is Not Lost.